# Жан-Батист Жозеф Деламбр
Жан-Батист Жозеф Деламбр (фр. Jean-Baptiste Joseph Delambre; 19 вересня 1749 — 19 серпня 1822) — французький астроном і геодезист, член Паризької АН (1792).

## Біографія
Родився в Ам'єні. Закінчив Паризький університет. Свою роботу почав як перекладач праць з латинської, грецької, італійської та англійської мов. Астрономією почав займатися у віці 36 років під керівництвом Ж. Ж. Ф. Лаланда, кафедру якого в Колеж-Ройяль зайняв після його смерті в 1807. З 1803 — неодмінний секретар відділення математичних наук Паризької АН.

## Наукова діяльність
Найбільшу популярність Деламбру принесло вимірювання (разом з П.Мешеном, 1792—1799) дуги меридіана від Барселони до Дюнкерка. Використавши також результати Перуанського градусного вимірювання, визначив довжину дуги земного меридіана, що стало підставою для встановлення метричної системи мір. Результати цієї роботи викладені в його творі «Основи метричної десяткової системи» (т.1 1806, т.2 1807, т.3 1810). Склав таблиці видимих рухів Сонця, великих планет і супутників Юпітера. Удосконалено методи астрономічних обчислень, зокрема в сферичній тригонометрії вивів формули, відомі як «аналогія Деламбра».
Деламбр є автором шеститомної історії астрономії, що вийшла друком протягом 1817—1827 років.
Іноземний почесний член Петербурзької АН (1810), член Бюро довгот в Парижі (1795).
На честь вченого названо астероїд 13962 Деламбр.